# Jean-Jacques Gautier
Jean-Jacques Gautier (født 4. november 1908 i Essômes-sur-Marne, død 20. april 1986 i Paris) var en fransk forfatter, der i 1946 fik Goncourtprisen for romanen Histoire d'un fait divers.